# Mario Cucinella

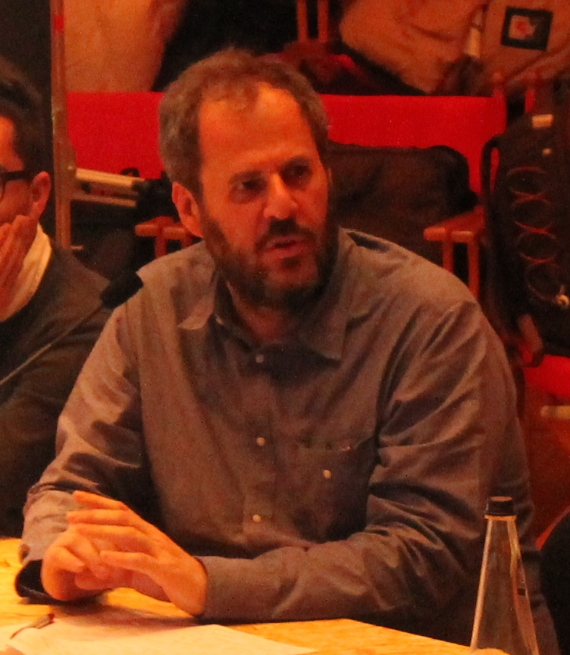
Mario Cucinella 2013

Mario Cucinella (* 29. August 1960 in Palermo) ist ein italienischer Architekt und Designer.

## Leben
Sein Studium absolvierte er 1987 in Genua bei Giancarlo De Carlo. Von 1987 bis 1992 arbeitete er im Studio von Renzo Piano in Genua und Paris als Projektleiter.
1992 gründete er in Paris MCA – Mario Cucinella Architects, ein Architektur- und Designbüro, das heute Büros in Bologna und Mailand unterhält und dessen kreativer Leiter er ist.
Im Jahr 2015 gründete Mario Cucinella die SOS – School of Sustainability, eine Schule für junge, frischgebackene Fachleute, die ihnen das nötige Rüstzeug vermitteln soll, um Umweltfragen mit einem offenen, ganzheitlichen und forschungsorientierten Ansatz anzugehen.
2017 beauftragte ihn Italiens Ministerium für kulturelles Erbe und Aktivitäten mit der Kuratierung des italienischen Pavillons auf der Architekturbiennale 2018, den Cucinella Arcipelago Italia nannte, ein Ausstellungsprojekt, das den Binnengebieten des Landes gewidmet ist.
Die Bedeutung seiner Arbeit und sein fortwährendes Engagement als Architekt und Pädagoge in Umwelt- und Sozialfragen wurden mit dem International Fellowship des Royal Institute of British Architects (2016) und dem Honorary Fellowship des American Institute of Architects (2017) gewürdigt.
Mario Cucinella hat an den Universitäten von Ferrara, Neapel, München und Nottingham gelehrt.
Das von ihm gegründete Büro Mario Cucinella Architects hat Projekte in Europa, China, Afrika, im Nahen Osten und in Südamerika verwirklicht.
Zu den bedeutendsten gehören: das Neue Kunstmuseum – Stiftung Luigi Rovati in Mailand; der Nuovo Polo Chirurgico e delle Urgenze des Ospedale San Raffaele in Mailand; die Chiesa di Santa Maria Goretti in Mormanno; der neue Sitz des Rektorats der Università Roma Tre in Rom; den Entwurf für die Agenzia regionale per l'Ambiente (ARPAE) in Ferrara; der Kindergarten Iride in Guastalla, inspiriert vom Wal in Pinocchio; der experimentelle Prototyp für 3D-Druck TECLA; Firmensitz von 3M in Pioltello (Mailand), Gewinner des MIPIM-Preises (Marché International des Professionnels d'Immobilier) in der Kategorie Grünes Gebäude; das MET Tirana Building in Tirana (Albanien); One Airport Square in Accra, (Ghana); das Sino-Italienische Ökologische und Energie-effiziente Gebäude in Peking, der Masterplan für MIND – Milano Innovation District; SeiMilano; Headquarters der Gruppo Unipol in Mailand; der Polo Universitario della Valle D’Aosta, in Aosta; „Viertel Zwei“, zwei gemischt genutzte Türme in Wien; neuer Sitz von NICE in Limeira (Brasilien); das Centre for Sustainable Energy Technologies (CSET) in Ningbo (China).

## Veröffentlichungen
- Mario Cucinella, Works at MCA. Buildings and projects, Bologna, Centauro, 2004, ISBN 88-85980-41-4.
- Il futuro è un viaggio nel passato. Dieci storie di architettura. Mario Cucinella, Quodlibet, 2021.
- Architettura dell'Educazione. Mario Cucinella Architects a cura di Elena Dorato, Maggioli Editore, 2021.
- Building Green Futures. Mario Cucinella Architects, Forma Edizioni, 2020.
- Arcipelago Italia. Progetti per il futuro dei territori interni del Paese. Padiglione Italia alla Biennale di Architettura 2018. Mario Cucinella, Quodlibet, 2018.
- Creative Empathy. Mario Cucinella Architects, Skira, 2016.
- Green Architecture. Mario Cucinella Architects, Equal Books, 2013.